# 이연윤
이연윤(1991년 7월 19일 ~ )은 대한민국의 레이싱 모델이다.

## 방송
- 화성인 바이러스
- 무한도전

## 경력

### 레이싱모델 경력
- 2013년 - 서울오토살롱 레이싱모델

## 수상
- 2013년 - 오션월드 비키니코리아 대상